# Sargon (ajedrez)
| Sargon             | Sargon                |
| Base               | Base                  |
| ------------------ | --------------------- |
| Año de publicación | 1978                  |
| Versión actual     | 5                     |
| Categoría          | Ajedrez por ordenador |

Sargon (también SARGON ) es un programa de ajedrez de la pareja de desarrolladores norteamericanos Dan y Kathe Spracklen de finales de los años 70 y 80, que se consideraba el referente por su potencia y la comodidad de juego en ese momento. El nombre deriva de Sargon de Akkad (hacia el 2300 aC), antiguo gobernante de Mesopotamia ..

## Historia
Inspirados por un listado en BASIC de un programa de ajedrez inacabado que cayó en manos de los Spracklens alrededor de 1977, decidieron desarrollar un programa de ese tipo ellos mismos. Optaron por el lenguaje ensamblador significativamente más eficiente y utilizaron el microprocesador Z80 de 8 bits de la empresa estadounidense Zilog, que recientemente había aparecido en el mercado. La primera versión se publicó en 1978 y el mismo año ganó el torneo de ajedrez de ordenador del 3 - 5 de marzo en San José, California West Coast Computer Faire (feria de informática).
Como resultado, aparecieron otras versiones, la mayoría numeradas con números romanos (II, III, IV y V) (a excepción de Ver. 2.5), la última versión de 1991 fue la V.